# 陳韶孫
陈韶孙，元朝广州番禺（今广东省广州市）人。
他父亲陈浏因罪流放肇州（今黑龙江省肇州县）。陈韶孙时年十岁，不忍父亲流放远方，早晚号泣，愿意跟随父亲同去。父亲不能阻拦，于是二人同往。跋涉万里，不辞劳苦。路过辽阳，平章塔出见到怜悯他，说：“天子宽仁，罚不牵连子孙。边地苦寒，不是你能忍受的。我让你返回故乡，你愿意吗？”陈韶孙说：“既不能以身代父，当死生相从，不愿归去。”塔出惊异，用钱赏他。大德六年（1302年），陈浏死去，陈韶孙哀恸，见到他的都为他哭泣。肇州万户府上报，朝廷命人将他遣还乡里，加以旌表。